# Jacob Derwig
Jacob Derwig (Haia, 15 de julho de 1969) é um ator holandês. Ele é conhecido principalmente por seus papeis nos filmes Family Way (2012), pelo qual ganhou um Bezerro de Ouro

## Carreira
Os seus outros trabalhos incluem: The Dinner (2013), Publieke werken (2015) e na popular série de televisão policial Penoza (2015), dirigida por Diederik van Rooijen, e como Marius Milner em Klem (2016). Recentemente, em 2022, Jacob estrlou a série de televisão De verschrikkelijke jaren tachtig (2022).

## Vida pessoal
Jacob Derwig é casado com Kim van Kooten. Eles têm um filho e uma filha juntos.

## Filmografia

### Televisão
- All stars - De serie (episódio "Paard van Troje") (1999)
- Bij ons in de Jordaan (2000)
- De acteurs (2001)
- The Enclave (2002)
- Offers (2005)
- In Therapie (2010 - 2011)
- The Spectacular (2021)

### Cinema
- Coma (1994)
- The Dress  (1996)
- Temmink: The Ultimate Fight (1998)
- Leak (2000)
- Îles flottantes (2001)
- Zus & Zo (2001)
- Grimm (2003)
- Tiramisu (2008)
- Family Way (2012)
- The Dinner (2013)
- Public Work (2016)
- The Resistance Banker (2018)[6]
- Klem (2023)